# Kosmos 482
Kosmos 482 (rusky Космос 482) byl sovětský satelit vypuštěný v roce 1972 v rámci programu Veněra. Cílem sondy byl průzkum planety Venuše, nicméně sonda měla hned po vstupu na orbitu Země poruchu motoru a tím mise skončila bez úspěchu. V souladu s řízením označování sovětských sond tak byla pojmenována namísto Veněra označením Kosmos, což  je název družic Země. 10. května 2025, 53 let od vstupu na oběžnou dráhu Země, sonda vstoupila do její atmosféry, kde se rozpadla a zanikla.